# Huang Chuncai
Huang Chuncai (Chino: 黃春才. China, 29 de diciembre de 1977) es un hombre chino famoso por ser el conocido como "hombre elefante de China" o "el hombre elefante del siglo XXI". Sufre de un caso extremo de neurofibromatosis, que le causa tan grandes tumores en su cara que ha distorsionado completamente sus facciones.

## Biografía
Nació el 29 de diciembre de 1977 en un pueblo de Hunan.
En los primeros 6 meses de vida, Huang Chuncai comenzó a presentar los primeros problemas de neurofibromatosis, enfermedad heredada de su madre, que sólo había presentado manchas en su cuerpo. A los 4 años apareció el primer tumor que le ha crecido cada vez más rápido, el cuerpo extraño ha atravesado su espina dorsal y le ha impedido su crecimiento físico. Debido al peso de su cabeza, no pudo mantener su postura formando una joroba en su espada, alcanzando a los 12 años su máxima estatura de 1,35mts. Los tumores que fueron creciendo en sus mejillas fueron deformando su boca y orejas perdiendo casi toda su dentadura. El crecimiento del tumor derecho fue tal que provocó la pérdida de su oreja, reduciendo su audición. También creció un tercer tumor sobre el ojo izquierdo, provocándole dificultades para respirar y la pérdida del ojo. Debido a su aspecto, los niños de la escuela se reían de él durante los 2 años de primaria que cursó, luego abandonó la escuela. Un circo privado que estuvo en el pueblo le ofreció unirse pero el joven lo rechazó, incluso llegaron comprar al muchacho a sus padres que también lo rechazaron.
En 2007, luego de que varios especialistas rechazaran tratarlo por lo avanzado de la enfermedad y por la cantidad de vasos contenidos en los tumores, el doctor Xu Kecheng, presidente del Hospital FUDA de Guangzhou que tenía la experiencia de haber tratado varios casos con menor dificultad, decidió encargarse de la operación. La cirugía, donde participaron mas de 10 médicos y enfermeras, fue un éxito gracias a la criogenia, método utilizado para congelar el tumor para así reducir el sangrado de los vasos sanguíneos, permitiendo extirparle gran parte del tumor derecho que era el más grande en un total de 33 libras. Al año siguiente le realizaron una segunda operación donde le extirparon 10 libras.
Actualmente con 47 años parece que puede albergar esperanza pues se enfrenta a una operación que podría conseguir extirparlo de forma permanente. Ya que en otras ocasiones se ha tratado de extirparlo, pero solo ha sido parcial.
Huang nunca ha perdido el apoyo de su familia, formada por su hermano, su hermana, su madre y su padre. Gracias a su familia, Huang pudo salir adelante, ellos le bañan, le dan de comer, y nunca lo han dejado solo.
Cuando entró a la escuela, sufrió de burlas de sus compañeros, por lo que decidió abandonar (o retirar) la escuela. Y refugiarse en su casa para evitar las burlas.
Para diciembre de 2010, se planea una cirugía de extirpación del tumor, se espera que con esto sea completamente eliminado el tumor de la cara de Huang Chuncai. Y con esto elevar su calidad de vida. 
En 2013 le extirparon 3 libras de tumor.
Las actualizaciones más recientes sobre Huang sugieren que los crecimientos parecían haber comenzado a regresar, pero las múltiples cirugías le habían permitido llevar una vida relativamente normal.

## Huang Chuncai en los medios de comunicación
Sólo se han hecho dos documentales sobre Huang Chuncai, uno es el de National Geographic, titulado "China's Elephant Man", y el otro es de TV Azteca, una emisión del programa La historia detrás del mito, transmitido en México en 4 partes, presentando la historia junto a la de Joseph Merrick, también conocido en su momento como El Hombre Elefante.
Y en 2014 se estrenó en Discovey Channel el documental "Mi cuerpo, mi desafío" donde aparece él junto a otras personas que padecen enfermedades degenerativas extrañas y únicas en el mundo.